# 双极毛孢属
双极毛孢属（学名：Dilophospora）是座囊菌纲下的一个属。目和科的地位未定。

## 下属物种
本属包括以下物种：
- 看麦娘双极毛孢 Dilophospora alopecuri (Fr.) Fr.
- Dilophospora stiparumSpeg.